# 江坂駅
江坂駅（えさかえき）は、大阪府吹田市豊津町にある、大阪市高速電気軌道（Osaka Metro）・北大阪急行電鉄の駅。両社共通の駅番号はM11。

## 概要
Osaka Metroの御堂筋線と、北大阪急行電鉄の南北線の2路線が乗り入れている。それぞれの起点となっているが、両路線は当駅を介して相互直通運転を行っており、実質的には中間駅としての性格が強い。駅周辺は商業施設が集中しており、吹田市を代表する繁華街となっている。Osaka Metroでは唯一、吹田市に所在する駅である。
Osaka Metroと北大阪急行電鉄の共同使用駅であり、Osaka Metroの管轄駅である。

## 歴史
- 1970年（昭和45年）2月24日：大阪市営地下鉄御堂筋線の新大阪駅 - 当駅間、および北大阪急行電鉄南北線の当駅 - 千里中央駅（仮駅） - 万国博中央口駅間の開通と同時に開業。大阪市営地下鉄初（谷町線の守口駅が開業した1977年（昭和52年）までは唯一）の大阪市外にある駅となった。
- 1978年（昭和53年）：南改札口が設置され、使用を開始[1]。
- 2018年（平成30年）4月1日：大阪市交通局の民営化により、大阪市高速電気軌道（Osaka Metro）の管轄駅となる。
- 2020年（令和2年）11月28日：可動式ホーム柵の使用を開始[2]。

## 駅構造
島式ホーム1面2線を有する高架駅で、2階に改札・コンコース、3階にホームがある。改札口は南北に各1か所ある。
昇降設備は、改札からホームは北改札内が上りエスカレーター、南改札内がエレベーターがあり、地上から改札は1号出入口横及び8号出入口横にエレベーターがあり、エスカレーターはない。
トイレは北改札内、南改札内のそれぞれにあり、南改札内にはオストメイトに対応した多機能トイレがある。
共同使用駅であるので、両社の自動券売機が設置されている。
直通列車においては当駅で乗務員交代を行う。ホームの箕面萱野側先端に北大阪急行、なかもず側先端にはOsaka Metroの乗務員詰所がある。

### のりば
| 番線 | 路線             | 行先                               |
| ---- | ---------------- | ---------------------------------- |
| 1    | 御堂筋線         | 梅田・なんば・天王寺・なかもず方面 |
| 2    | 北大阪急行南北線 | 箕面萱野方面                       |

付記事項
- 当駅のなかもず側と箕面萱野側には上下線の片渡り線が設置されている。早朝と深夜に設定されている御堂筋線からの当駅折り返しの列車の3本と初電1本の計4本は、なかもず側の片渡り線を使用して、基本的に箕面萱野方面の列車が発車する2番線から逆方向に発車する。(土休日の江坂始発は1番線から発車することもある)
- 2020年10月30日まで深夜に1本のみ設定されていた北大阪急行線からの当駅止まりの終電は1番線に到着し、2番線から発車する当駅始発のなかもず行き終電に接続していた。当駅止まりの列車は終電発車後しばらく停車してから大国町駅に回送されていた[4]。

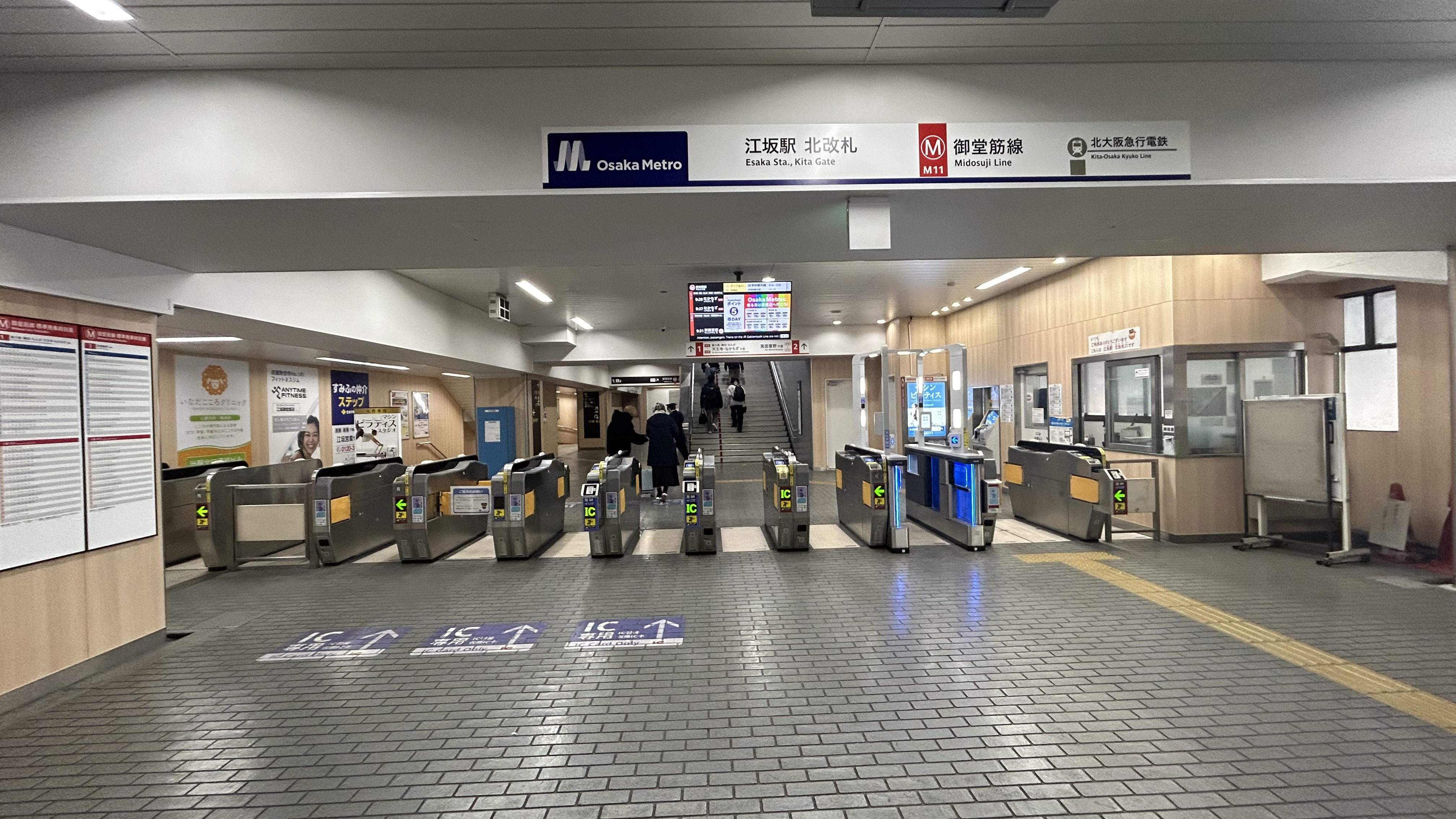
北改札口 (改装後)
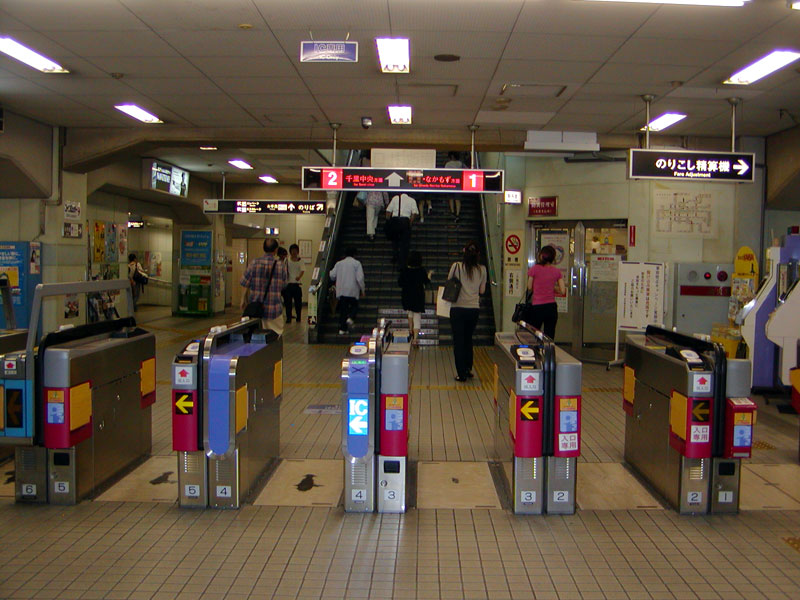
南改札口（改装前）
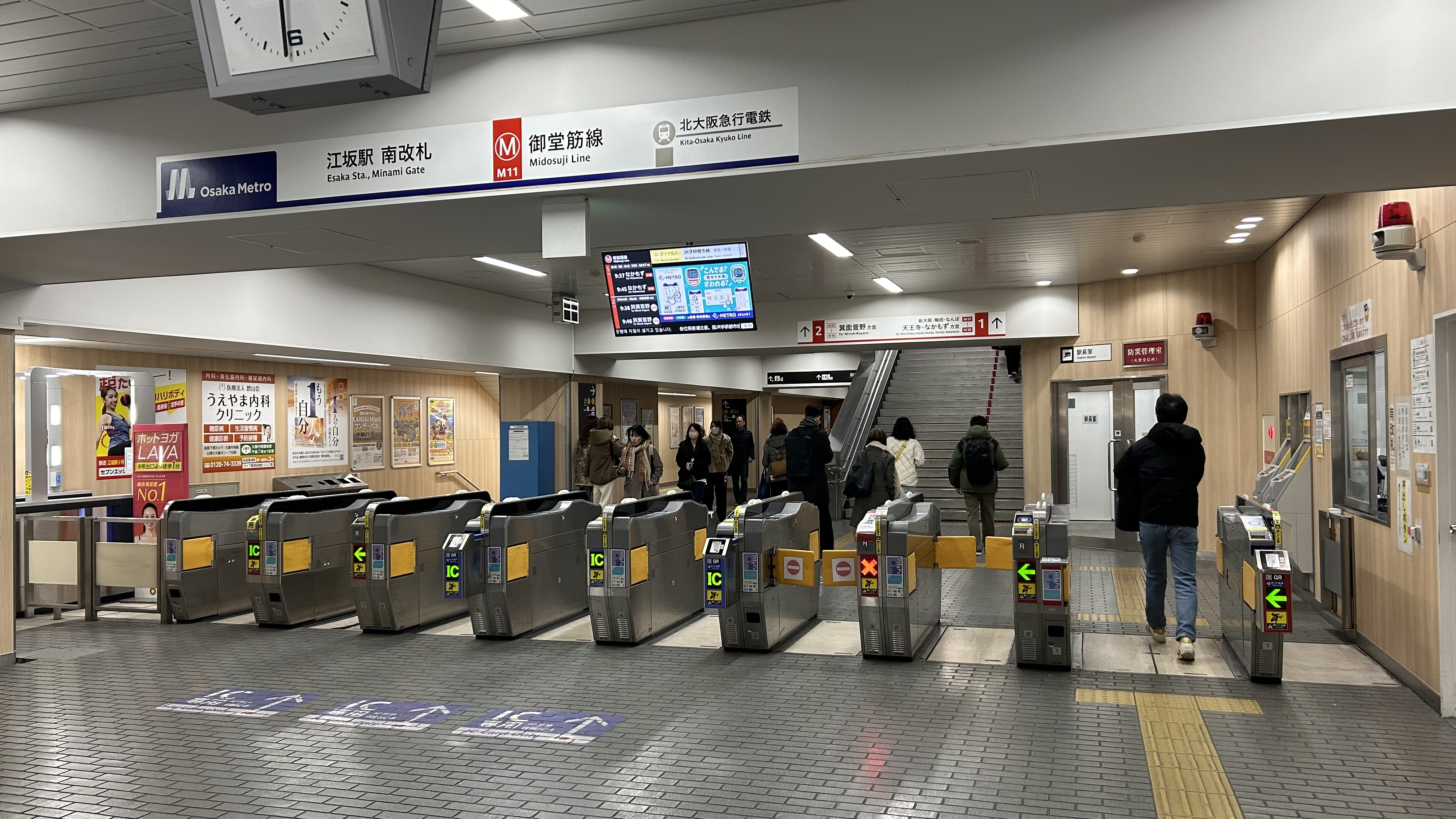
南改札口 (改装後)

### 出口
| 出口番号 | 出口周辺                         | 接続改札 | 備考             |
| -------- | -------------------------------- | -------- | ---------------- |
| 1        | 江坂公園・大同生命ビル連絡通路   | 北改札   | エレベーターあり |
| 2        | 江坂公園・大同生命ビル連絡通路   | 北改札   |                  |
| 3        | 自転車置場連絡口                 | 北改札   |                  |
| 4        | パシフィックマークス江坂連絡通路 | 北改札   |                  |
| 5        | パシフィックマークス江坂連絡通路 | 北改札   |                  |
| 6        |                                  | 南改札   |                  |
| 7        |                                  | 南改札   |                  |
| 8        | タクシーのりば                   | 南改札   | エレベーターあり |
| 9        | 日本興業ビル連絡通路             | 南改札   |                  |
| 10       | 自転車・単車置場連絡口           | 南改札   |                  |

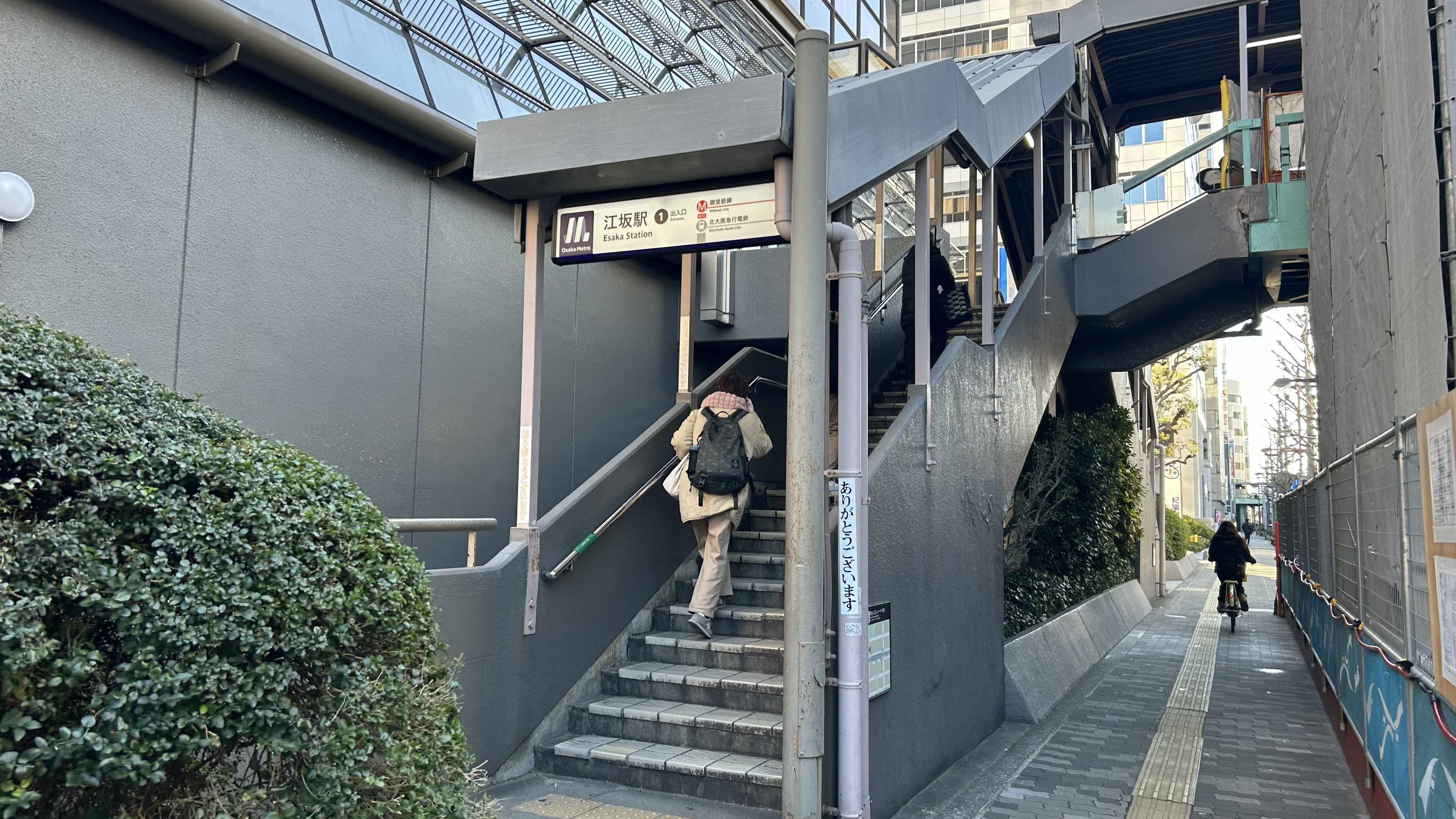
1号出入口
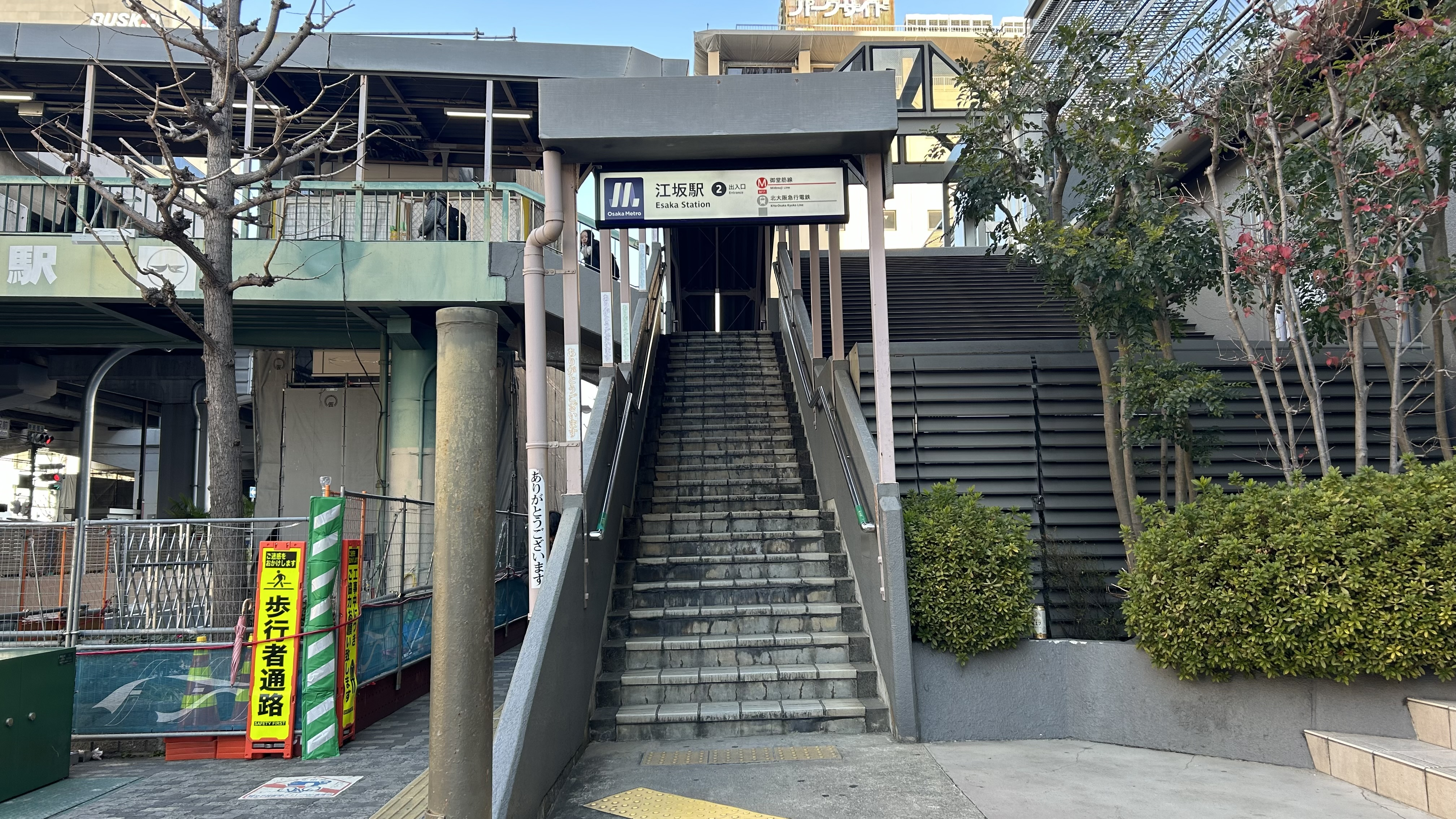
2号出入口
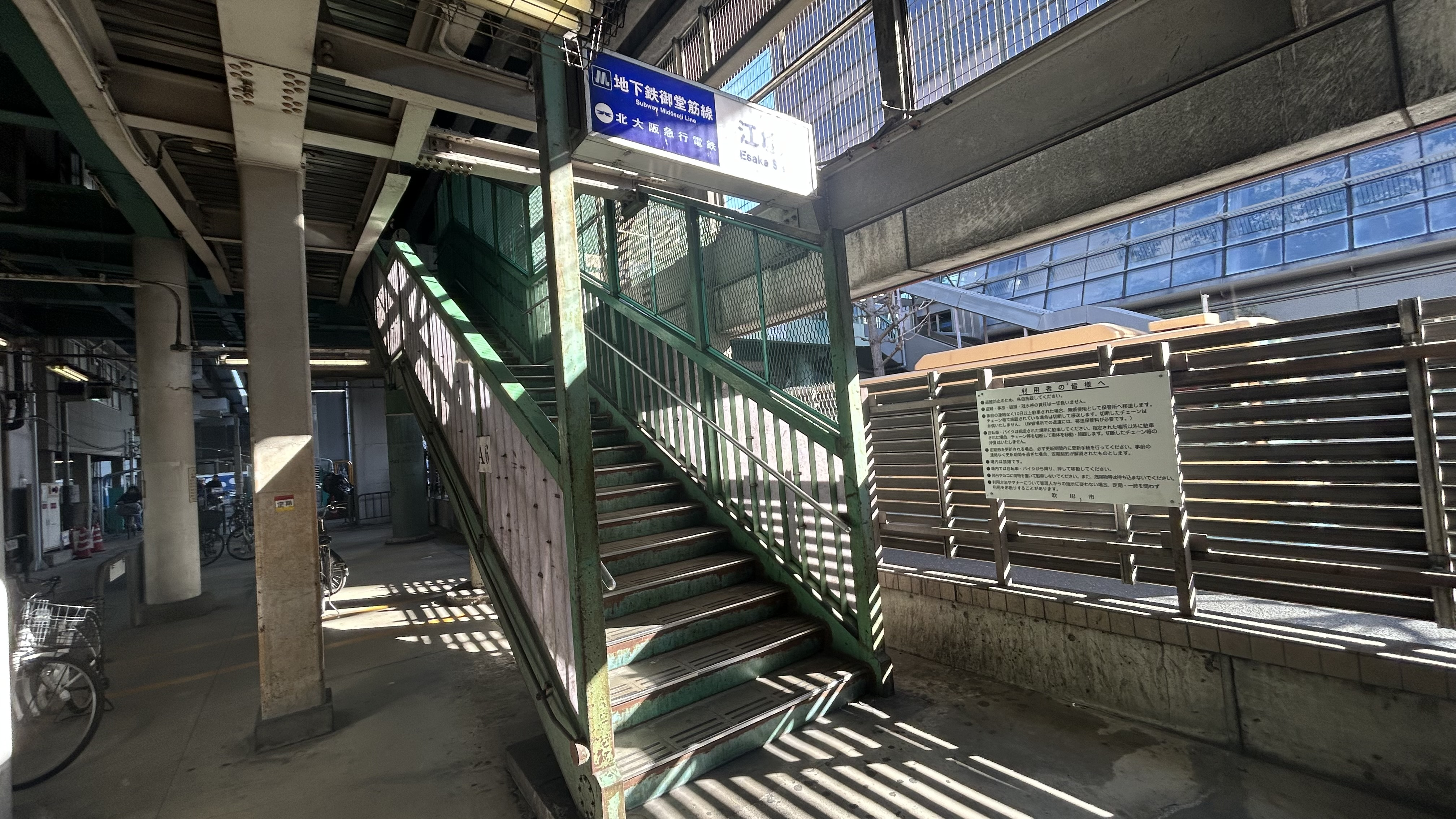
3号出入口
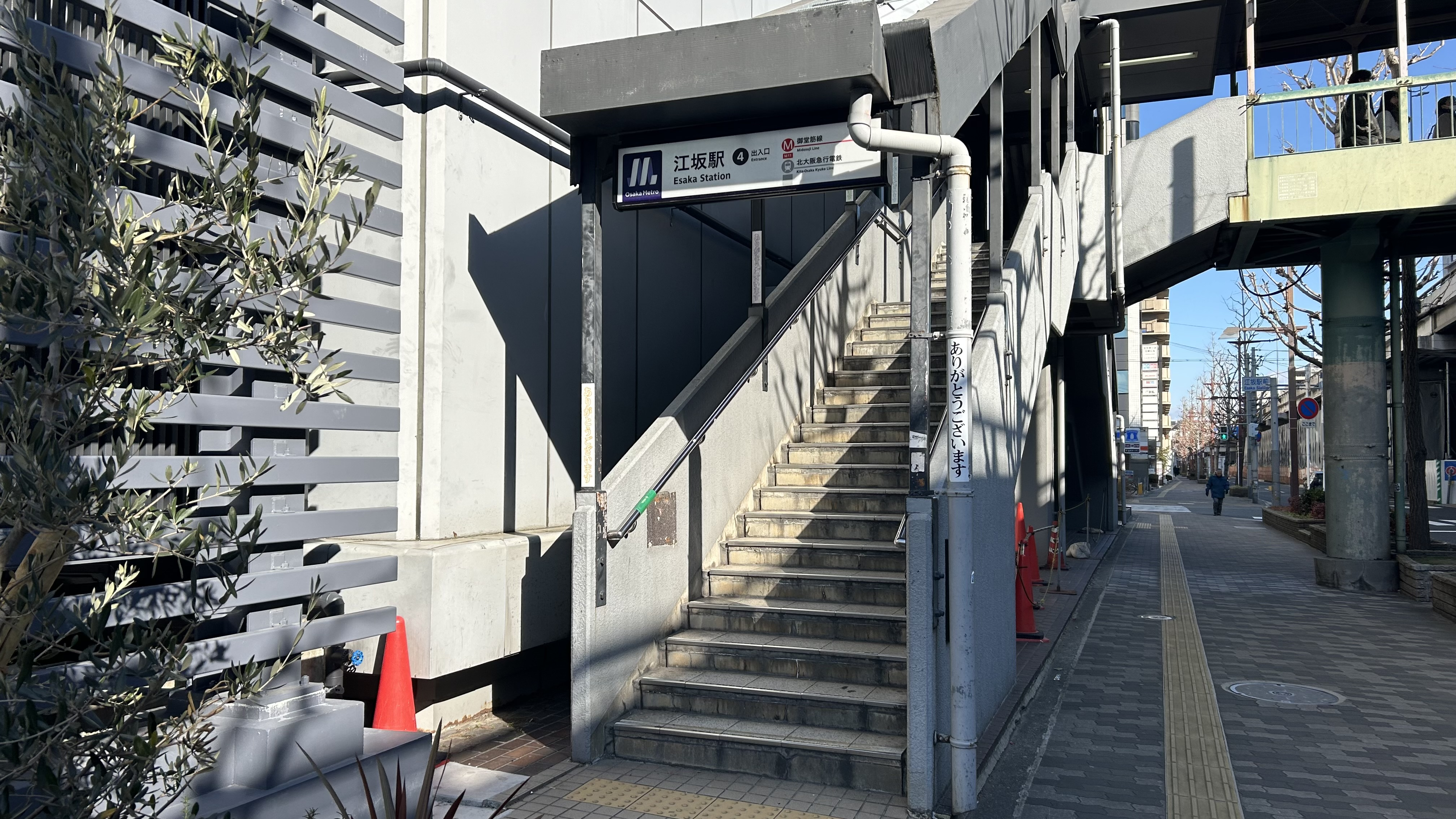
4号出入口
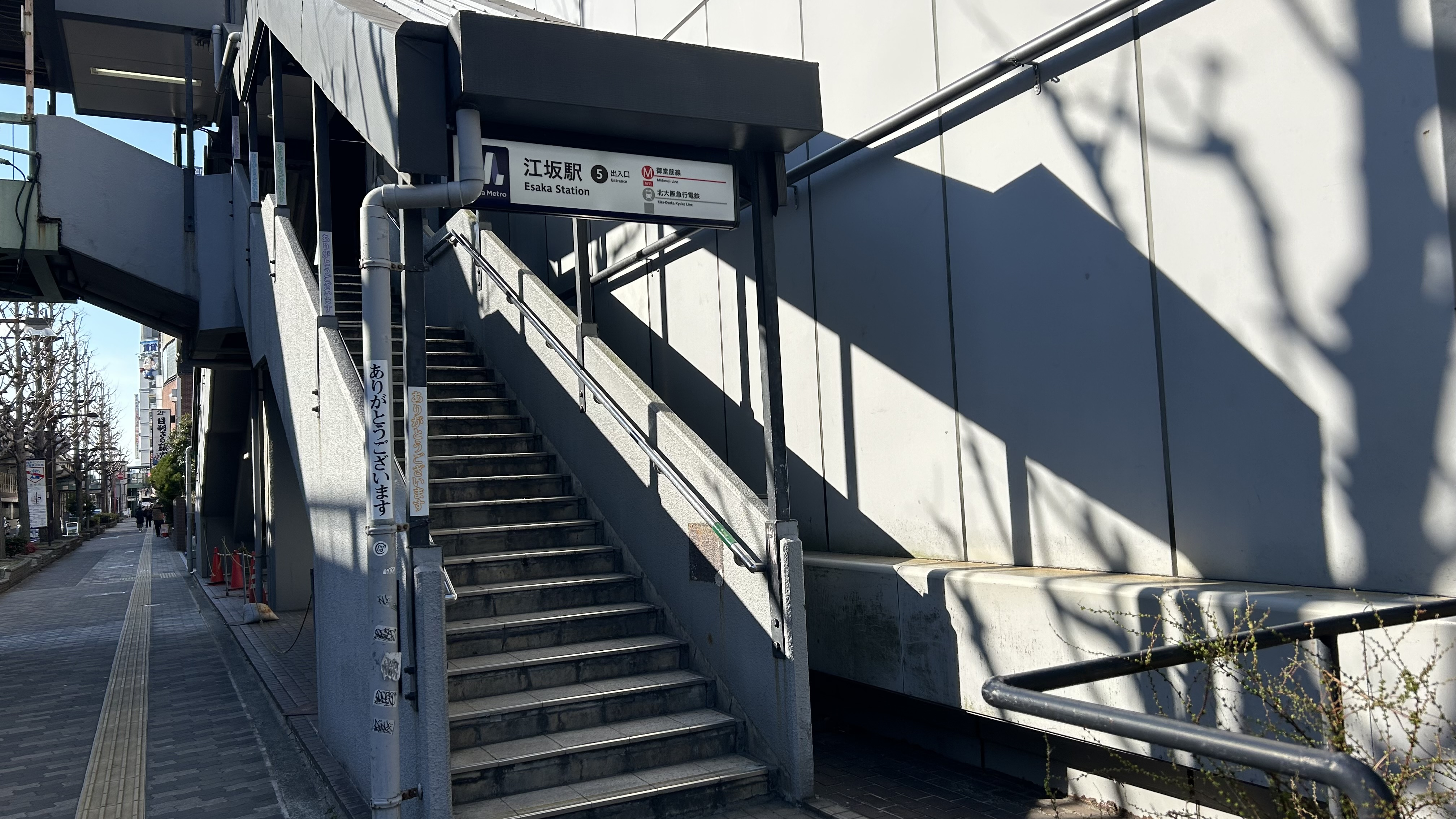
5号出入口
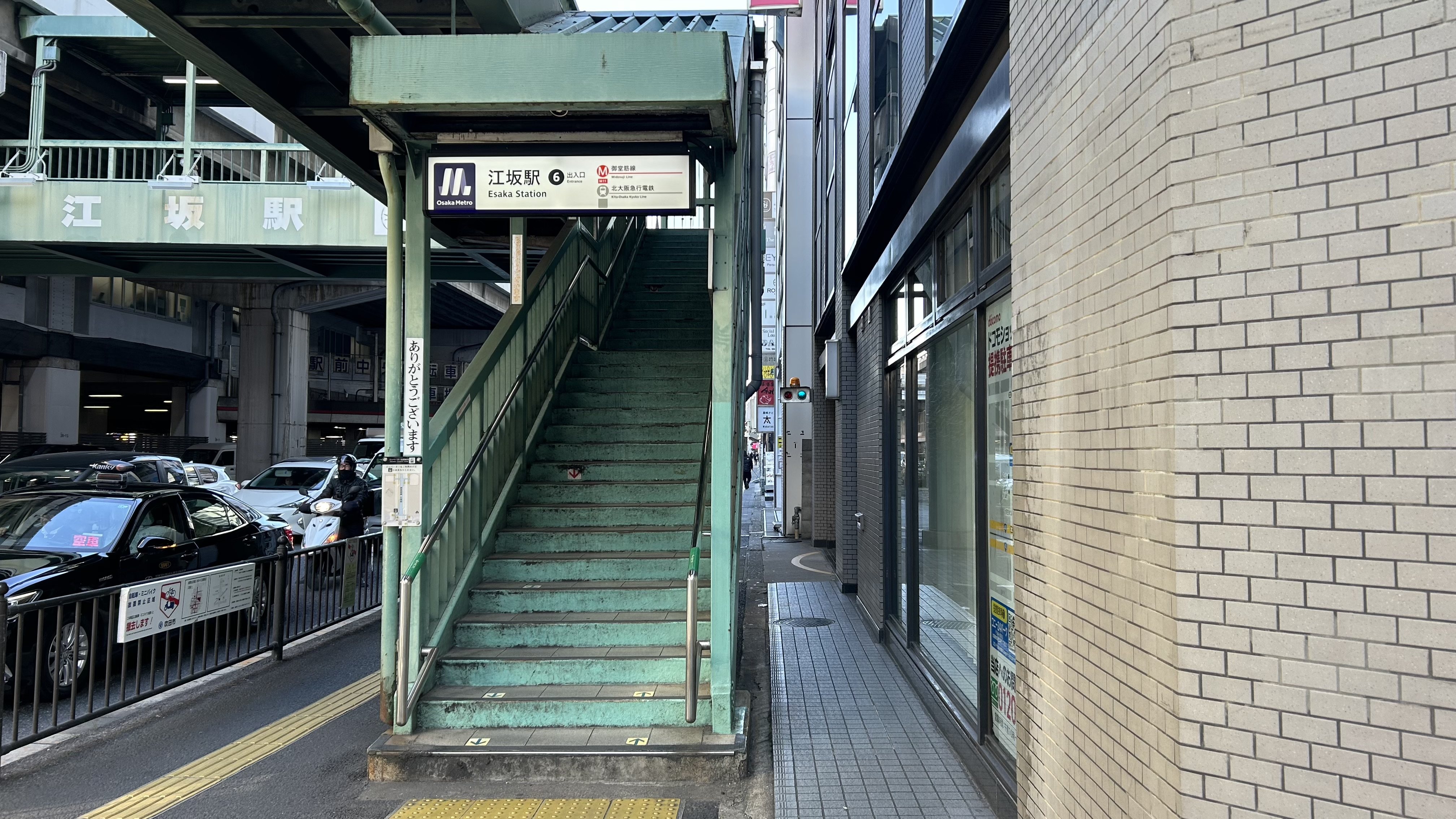
6号出入口
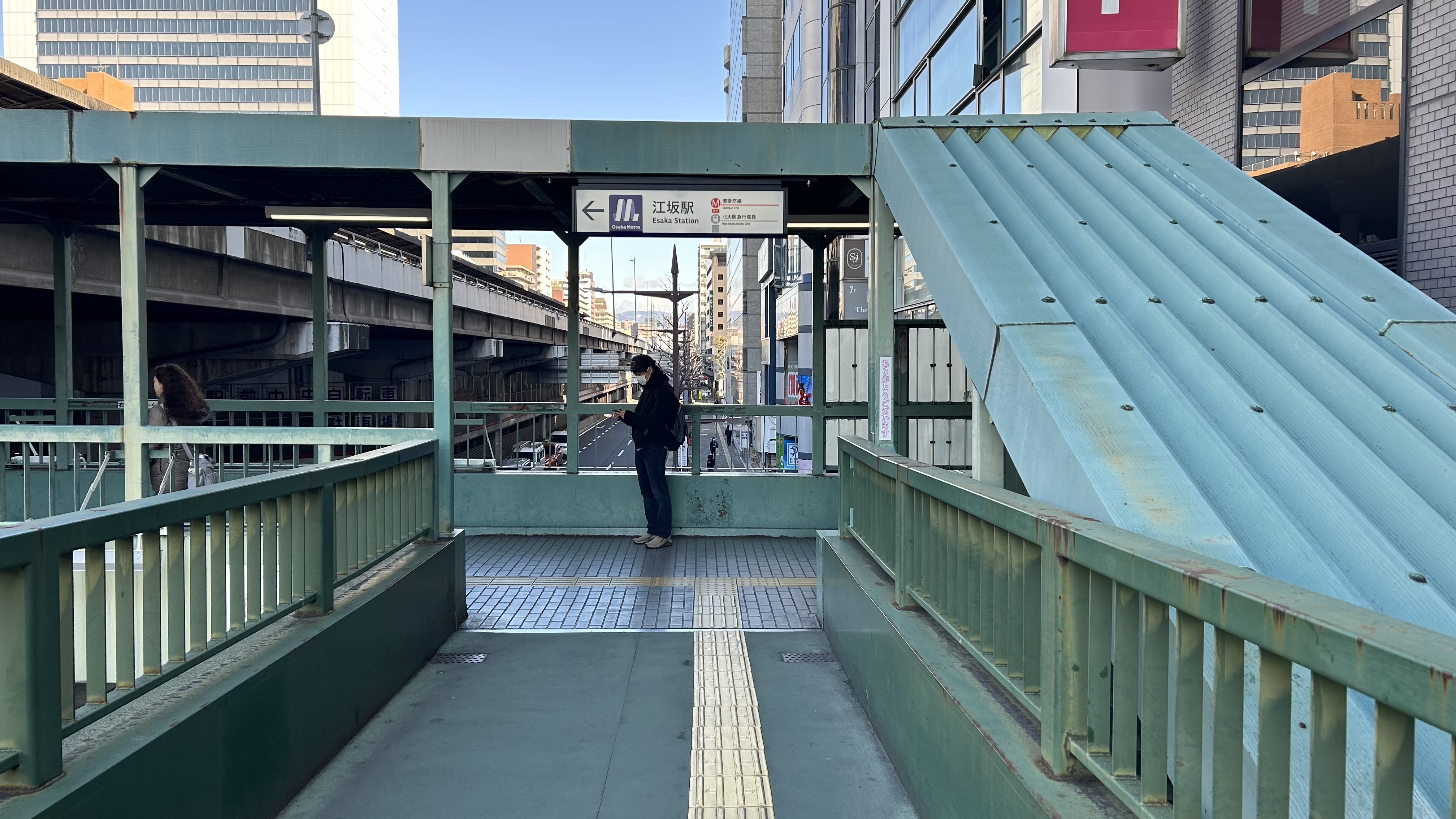
7号出入口
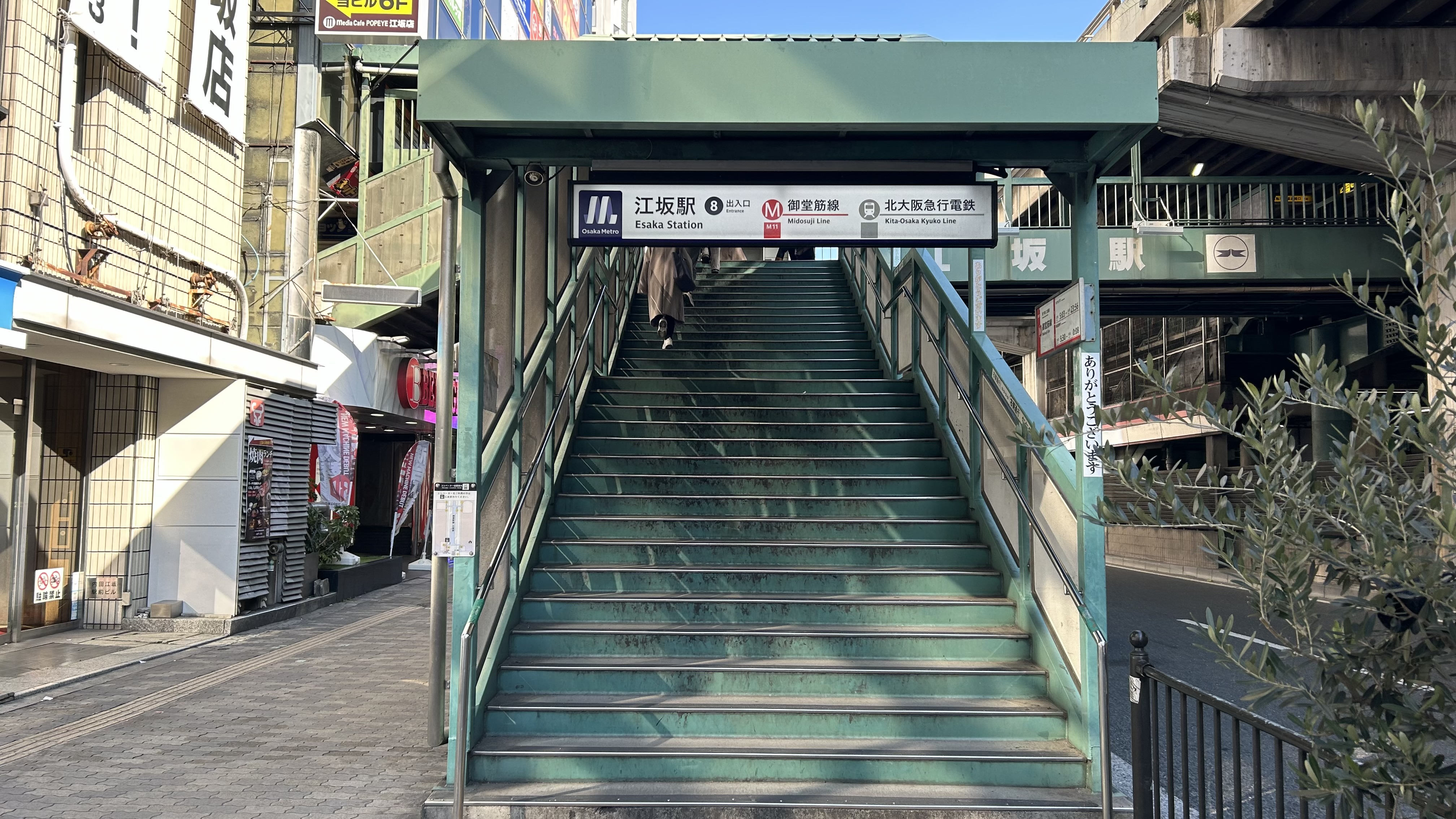
8号出入口
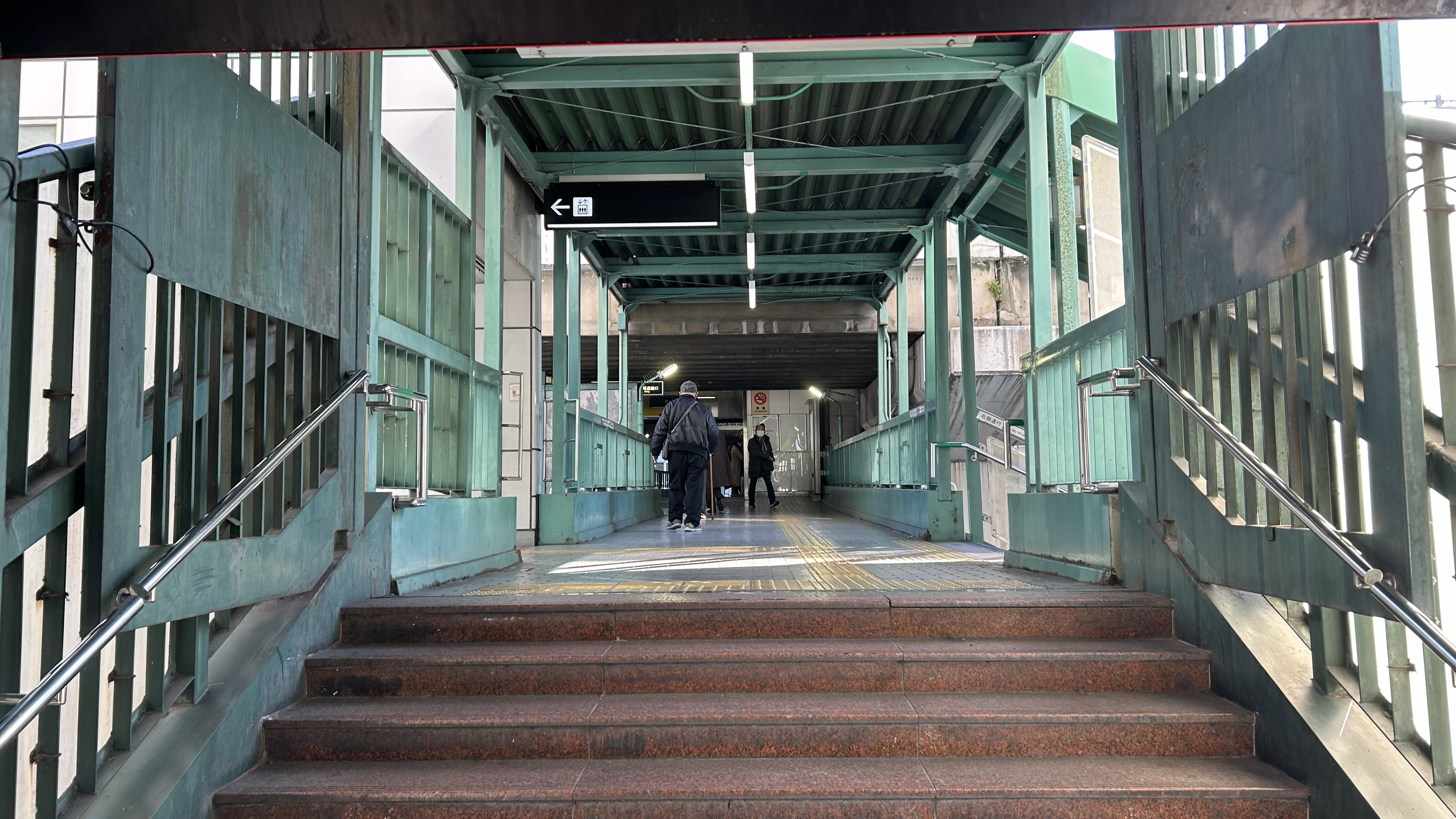
9号出入口
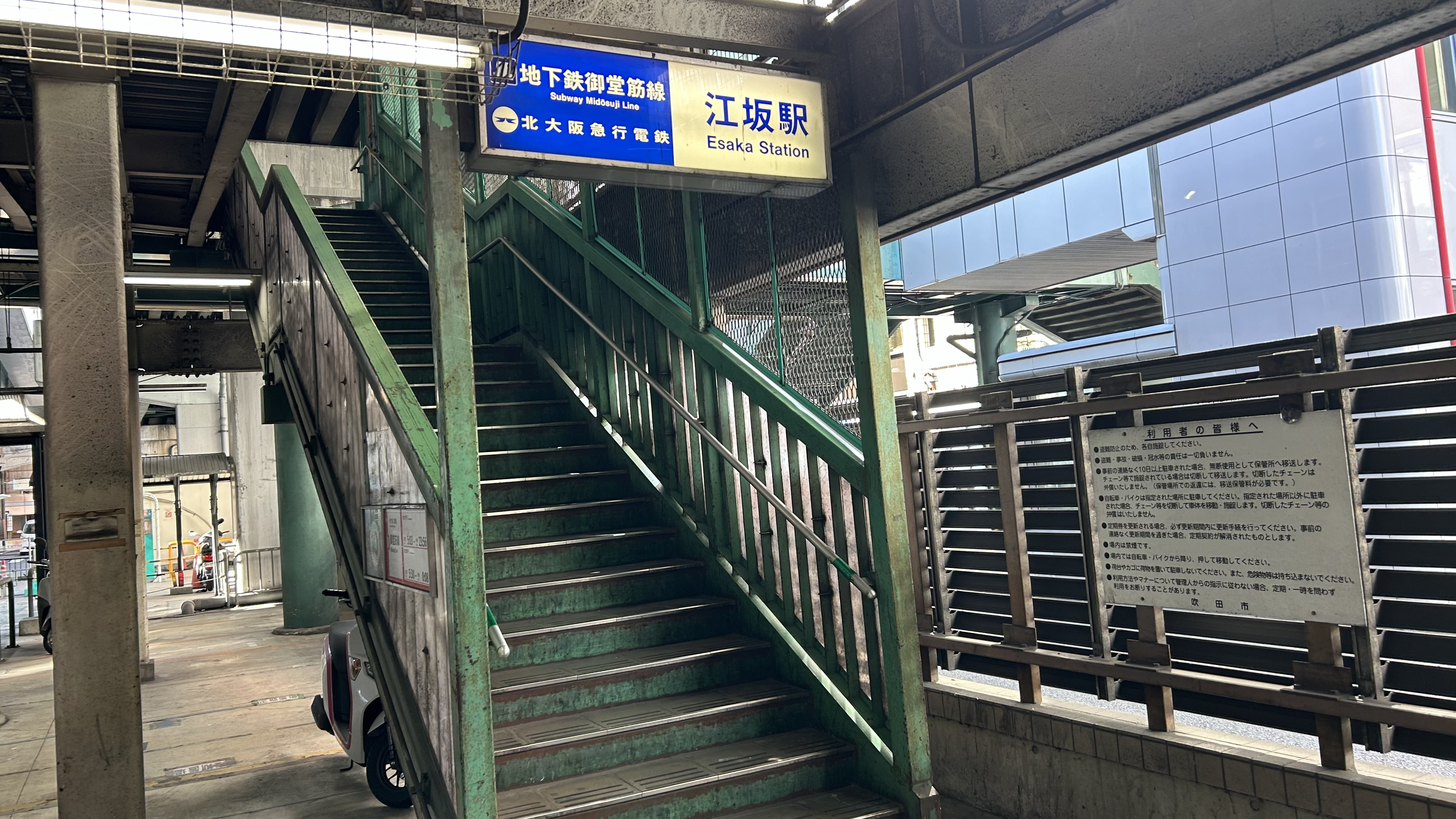
10号出入口

## 利用状況
吹田市にある駅では利用者数が最も多い駅である。

### Osaka Metro・特定日利用状況
2024年11月12日の1日乗降人員は85,538人（乗車人員：42,664人、降車人員：42,874人）、北急線との1日直通人員は115,500人である。当駅乗降についてはOsaka Metro全駅（107駅）中、谷町四丁目駅に次ぐ12位、御堂筋線内（20駅）では新大阪駅に次ぐ8位となっている。
各年度の特定日利用状況は下表の通り。なお1995年度の記録については1996年に行われた調査であるが、会計年度上表中に記載の年度となる）。
| 年度               | 調査日   | 当駅利用状況 | 当駅利用状況 | 当駅利用状況 | 直通人員 | 直通人員 | 直通人員 | 出典          | 出典          |
| 年度               | 調査日   | 乗車人員     | 降車人員     | 乗降人員     | 乗車人員 | 降車人員 | 乗降人員 | メトロ        | 大阪府        |
| ------------------ | -------- | ------------ | ------------ | ------------ | -------- | -------- | -------- | ------------- | ------------- |
| 1970年（昭和45年） | 11月06日 | 3,580        | 3,103        | 6,683        | 15,613   | 13,373   | 28,986   |               | [ 大阪府 1 ]  |
| 1972年（昭和47年） | 11月14日 | 7,400        | 6,830        | 14,230       | 27,565   | 24,638   | 52,203   |               | [ 大阪府 2 ]  |
| 1975年（昭和50年） | 11月07日 | 15,370       | 14,952       | 30,322       | 41,294   | 38,855   | 80,149   |               | [ 大阪府 3 ]  |
| 1977年（昭和52年） | 11月18日 | 18,924       | 18,100       | 37,024       | 49,903   | 47,446   | 97,349   |               | [ 大阪府 4 ]  |
| 1981年（昭和56年） | 11月10日 | 27,469       | 27,591       | 55,060       |          |          |          |               | [ 大阪府 5 ]  |
| 1985年（昭和60年） | 11月12日 | 33,736       | 33,871       | 67,607       |          |          |          |               | [ 大阪府 6 ]  |
| 1987年（昭和62年） | 11月10日 | 42,579       | 44,376       | 86,955       | 84,038   | 78,218   | 162,256  |               | [ 大阪府 7 ]  |
| 1990年（平成02年） | 11月06日 | 48,237       | 48,500       | 96,737       | 84,255   | 79,150   | 163,405  |               | [ 大阪府 8 ]  |
| 1995年（平成07年） | 02月15日 | 46,472       | 44,981       | 91,453       | 88,333   | 84,002   | 172,335  |               | [ 大阪府 9 ]  |
| 1998年（平成10年） | 11月10日 | 47,459       | 48,720       | 96,179       | 78,470   | 75,965   | 154,435  |               | [ 大阪府 10 ] |
| 2007年（平成19年） | 11月13日 | 41,267       | 41,281       | 82,548       | 59,979   | 55,631   | 115,610  |               | [ 大阪府 11 ] |
| 2008年（平成20年） | 11月11日 | 41,259       | 41,532       | 82,791       | 60,070   | 56,011   | 116,081  |               | [ 大阪府 12 ] |
| 2009年（平成21年） | 11月10日 | 40,682       | 40,610       | 81,292       | 57,685   | 54,133   | 111,818  |               | [ 大阪府 13 ] |
| 2010年（平成22年） | 11月09日 | 40,337       | 40,417       | 80,754       | 57,070   | 53,869   | 110,939  |               | [ 大阪府 14 ] |
| 2011年（平成23年） | 11月08日 | 40,794       | 41,095       | 81,889       | 58,052   | 54,692   | 112,744  |               | [ 大阪府 15 ] |
| 2012年（平成24年） | 11月13日 | 40,476       | 40,618       | 81,094       | 58,742   | 54,982   | 113,724  |               | [ 大阪府 16 ] |
| 2013年（平成25年） | 11月19日 | 40,850       | 41,115       | 81,965       | 58,948   | 55,561   | 114,509  | [ メトロ 1 ]  | [ 大阪府 17 ] |
| 2014年（平成26年） | 11月11日 | 42,071       | 42,242       | 84,313       | 59,758   | 56,447   | 116,205  | [ メトロ 2 ]  | [ 大阪府 18 ] |
| 2015年（平成27年） | 11月17日 | 40,956       | 40,717       | 81,673       | 61,581   | 58,391   | 119,972  | [ メトロ 3 ]  | [ 大阪府 19 ] |
| 2016年（平成28年） | 11月08日 | 41,665       | 41,539       | 83,204       | 60,732   | 57,474   | 118,206  | [ メトロ 4 ]  | [ 大阪府 20 ] |
| 2017年（平成29年） | 11月14日 | 42,335       | 42,552       | 84,887       | 60,493   | 56,822   | 117,315  | [ メトロ 5 ]  | [ 大阪府 21 ] |
| 2018年（平成30年） | 11月13日 | 43,779       | 43,690       | 87,469       | 61,636   | 58,327   | 119,963  | [ メトロ 6 ]  | [ 大阪府 22 ] |
| 2019年（令和元年） | 11月12日 | 44,216       | 44,565       | 88,781       | 62,209   | 58,801   | 121,010  | [ メトロ 7 ]  | [ 大阪府 23 ] |
| 2020年（令和02年） | 11月10日 | 37,886       | 38,064       | 75,950       | 50,466   | 48,332   | 98,798   | [ メトロ 8 ]  | [ 大阪府 24 ] |
| 2021年（令和03年） | 11月16日 | 37,275       | 37,398       | 74,673       | 50,380   | 48,161   | 98,541   | [ メトロ 9 ]  | [ 大阪府 25 ] |
| 2022年（令和04年） | 11月15日 | 38,375       | 38,673       | 77,048       | 51,854   | 49,430   | 101,284  | [ メトロ 10 ] | [ 大阪府 26 ] |
| 2023年（令和05年） | 11月07日 | 40,720       | 41,070       | 81,790       | 53,810   | 51,211   | 105,021  | [ メトロ 11 ] | [ 大阪府 27 ] |
| 2024年（令和06年） | 11月12日 | 42,664       | 42,874       | 85,538       | 58,929   | 56,571   | 115,500  | [ メトロ 12 ] |               |

### 北大阪急行電鉄・年間利用状況
下表の数値の単位は全て「千人」である。2023年次の1日平均乗車人員は16,323人となる。この値には御堂筋線との直通人員を含まない。
| 年次               | 乗車人員 | 降車人員 | 出典          |
| ------------------ | -------- | -------- | ------------- |
| 1998年（平成10年） | 4,170    | 4,253    | [ 吹田市 1 ]  |
| 1999年（平成11年） | 4,107    | 4,238    | [ 吹田市 1 ]  |
| 2000年（平成12年） | 4,020    | 4,178    | [ 吹田市 1 ]  |
| 2001年（平成13年） | 3,868    | 4,129    | [ 吹田市 1 ]  |
| 2002年（平成14年） | 3,752    | 4,034    | [ 吹田市 1 ]  |
| 2003年（平成15年） | 3,753    | 4,038    | [ 吹田市 2 ]  |
| 2004年（平成16年） | 3,714    | 3,994    | [ 吹田市 3 ]  |
| 2005年（平成17年） | 3,730    | 4,028    | [ 吹田市 4 ]  |
| 2006年（平成18年） | 3,717    | 3,992    | [ 吹田市 5 ]  |
| 2007年（平成19年） | 3,759    | 4,012    | [ 吹田市 6 ]  |
| 2008年（平成20年） | 4,259    | 4,455    | [ 吹田市 7 ]  |
| 2009年（平成21年） | 4,736    | 4,902    | [ 吹田市 8 ]  |
| 2010年（平成22年） | 5,230    | 5,389    | [ 吹田市 9 ]  |
| 2011年（平成23年） | 5,684    | 5,845    | [ 吹田市 10 ] |
| 2012年（平成24年） | 6,086    | 6,246    | [ 吹田市 11 ] |
| 2013年（平成25年） | 6,170    | 6,706    | [ 吹田市 12 ] |
| 2014年（平成26年） | 6,542    | 6,988    | [ 吹田市 13 ] |
| 2015年（平成27年） | 6,982    | 7,424    | [ 吹田市 14 ] |
| 2016年（平成28年） | 7,330    | 7,763    | [ 吹田市 15 ] |
| 2017年（平成29年） | 7,607    | 7,958    | [ 吹田市 16 ] |
| 2018年（平成30年） | 7,491    | 7,827    | [ 吹田市 17 ] |
| 2019年（令和元年） | 7,390    | 7,706    | [ 吹田市 18 ] |
| 2020年（令和02年） | 5,831    | 5,995    | [ 吹田市 19 ] |
| 2021年（令和03年） | 5,516    | 5,664    | [ 吹田市 20 ] |
| 2022年（令和04年） | 5,744    | 5,941    | [ 吹田市 21 ] |
| 2023年（令和05年） | 5,958    | 6,142    | [ 吹田市 22 ] |

## 駅周辺

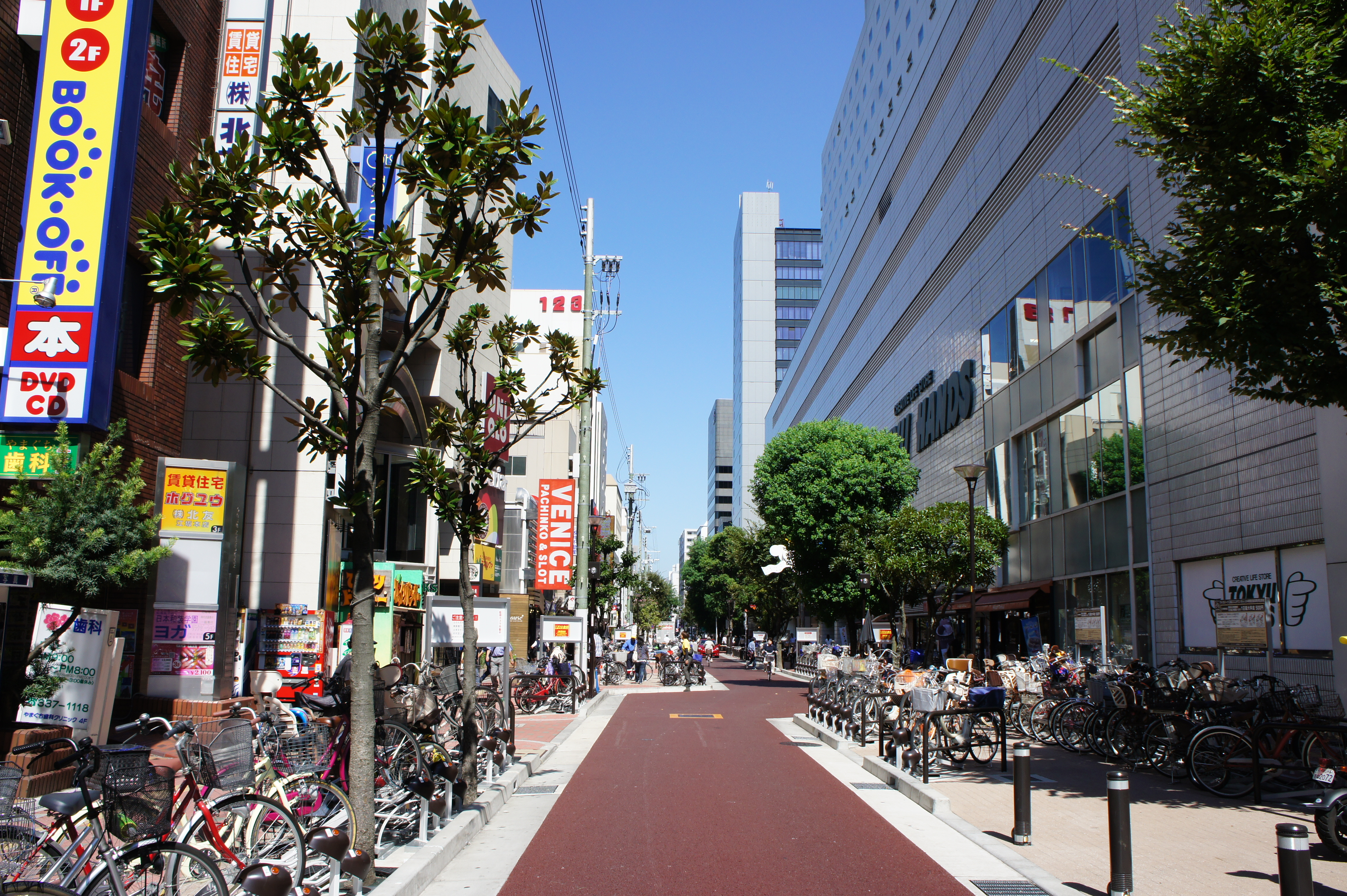
江坂ウエストサイドストリート

周辺は吹田市の西の中心、江坂であり、ビルや商業施設などが立ち並ぶ。

## バス路線
駅北側を東西に走り、「江坂ポプラ通り」の通称を持つ市道沿いに阪急バスの停留所が設置されている。停留所名は「江坂駅」。
西行きが1番のりば、東行きが2番のりばで、発着する系統はいずれも吹田営業所の担当。当駅を軸に4方向へ路線が伸びているが、本数はいずれも日中1時間に1本程度と多くはない。
| のりば | 路線名 | 系統・行先                            | 備考                                           |
| ------ | ------ | ------------------------------------- | ---------------------------------------------- |
| 1      | 吹田線 | 24系統：阪急園田駅/上津島             | 一部便は上津島止まり                           |
| 1      | 吹田線 | 86・87系統：阪急曽根駅                |                                                |
| 2      | 吹田線 | 24系統：JR吹田駅（南口）/JR南吹田駅   | JR南吹田駅経由。初発便は同停留所止まり         |
| 2      | 吹田線 | 86系統：吹田営業所前/JR吹田駅（南口） | 一部便はJR吹田駅（南口）止まり。阪急豊津駅経由 |

## 隣の駅
北大阪急行電鉄 - 大阪市高速電気軌道 (Osaka Metro)
□ 南北線 -  御堂筋線
緑地公園駅 (南北線・M10) - 江坂駅 (M11) - 東三国駅 (御堂筋線・M12)
- ( ) 内は駅番号を示す。

### 記事本文

### 利用状況
1. ↑  大阪府統計年鑑 - 大阪府
2. ↑  路線別駅別乗降人員 - 大阪市高速電気軌道
3. ↑  吹田市統計書

#### 大阪市高速電気軌道
1. ↑  路線別乗降人員 （2013年11月19日（火）交通調査） (PDF)
2. ↑  路線別乗降人員 （2014年11月11日（火）交通調査） (PDF)
3. ↑  路線別乗降人員 （2015年11月17日（火）交通調査） (PDF)
4. ↑  路線別乗降人員 （2016年11月8日（火）交通調査） (PDF)
5. ↑  路線別乗降人員 （2017年11月14日（火）交通調査） (PDF)
6. ↑  路線別乗降人員 （2018年11月13日（火）交通調査） (PDF)
7. ↑  路線別乗降人員 （2019年11月12日（火）交通調査） (PDF)
8. ↑  路線別乗降人員 （2020年11月10日（火）交通調査） (PDF)
9. ↑  路線別乗降人員 （2021年11月16日（火）交通調査） (PDF)
10. ↑  路線別乗降人員 （2022年11月15日（火）交通調査） (PDF)
11. ↑  路線別乗降人員 （2023年11月7日（火）交通調査） (PDF)
12. ↑  路線別乗降人員 （2024年11月12日（火）交通調査） (PDF)

#### 大阪府統計年鑑
1. ↑  大阪府統計年鑑（昭和46年） (PDF)
2. ↑  大阪府統計年鑑（昭和48年） (PDF)
3. ↑  大阪府統計年鑑（昭和51年） (PDF)
4. ↑  大阪府統計年鑑（昭和53年） (PDF)
5. ↑  大阪府統計年鑑（昭和57年） (PDF)
6. ↑  大阪府統計年鑑（昭和61年） (PDF)
7. ↑  大阪府統計年鑑（昭和63年） (PDF)
8. ↑  大阪府統計年鑑（平成3年） (PDF)
9. ↑  大阪府統計年鑑（平成8年） (PDF)
10. ↑  大阪府統計年鑑（平成11年） (PDF)
11. ↑  大阪府統計年鑑（平成20年） (PDF)
12. ↑  大阪府統計年鑑（平成21年） (PDF)
13. ↑  大阪府統計年鑑（平成22年） (PDF)
14. ↑  大阪府統計年鑑（平成23年） (PDF)
15. ↑  大阪府統計年鑑（平成24年） (PDF)
16. ↑  大阪府統計年鑑（平成25年） (PDF)
17. ↑  大阪府統計年鑑（平成26年） (PDF)
18. ↑  大阪府統計年鑑（平成27年） (PDF)
19. ↑  大阪府統計年鑑（平成28年） (PDF)
20. ↑  大阪府統計年鑑（平成29年） (PDF)
21. ↑  大阪府統計年鑑（平成30年） (PDF)
22. ↑  大阪府統計年鑑（令和元年） (PDF)
23. ↑  大阪府統計年鑑（令和2年） (PDF)
24. ↑  大阪府統計年鑑（令和3年） (PDF)
25. ↑  大阪府統計年鑑（令和4年） (PDF)
26. ↑  大阪府統計年鑑（令和5年） (PDF)
27. ↑  大阪府統計年鑑（令和6年） (PDF)

#### 吹田市統計書
1. 1 2 3 4 5  平成15年版吹田市統計書 (PDF)
2. ↑  平成16年版吹田市統計書 (PDF)
3. ↑  平成17年版吹田市統計書 (PDF)
4. ↑  平成18年版吹田市統計書 (PDF)
5. ↑  平成19年版吹田市統計書 (PDF)
6. ↑  平成20年版吹田市統計書 (PDF)
7. ↑  平成21年版吹田市統計書 (PDF)
8. ↑  平成22年版吹田市統計書 (PDF)
9. ↑  平成23年版吹田市統計書 (PDF)
10. ↑  平成24年版吹田市統計書 (PDF)
11. ↑  平成25年版吹田市統計書 (PDF)
12. ↑  平成26年版吹田市統計書 (PDF)
13. ↑  平成27年版吹田市統計書 (PDF)
14. ↑  平成28年版吹田市統計書 (PDF)
15. ↑  平成29年版吹田市統計書 (PDF)
16. ↑  平成30年版吹田市統計書 (PDF)
17. ↑  令和元年版吹田市統計書 (PDF)
18. ↑  令和2年版吹田市統計書 (PDF)
19. ↑  令和3年版吹田市統計書 (PDF)
20. ↑  令和4年版吹田市統計書 (PDF)
21. ↑  令和5年版吹田市統計書 (PDF)
22. ↑  令和6年版吹田市統計書 (PDF)